# داركو ميليسيتش
داركو ميليسيتش (بالصربية: Дарко Миличић) مواليد 20 يونيو 1985 في نوفي ساد، جمهورية صربيا الاشتراكية، جمهورية يوغوسلافيا الاشتراكية الاتحادية، هو لاعب كرة سلة صربي سابق بدأ مسيرته الاحترافية في سنة 2001 حيث تم اختياره من قبل فريق ديترويت بيستونز خلال الدرافت. يبلغ طوله 7 قدم 0 بوصة (2.1 م). اعتزل اللعب في 2012.

## فرق لعب لها
- ديترويت بيستونز
- أورلاندو ماجيك
- ميمفيس غريزليس
- نيويورك نيكس
- مينيسيوتا تيمبر وولفز
- بوسطن سيلتكس

## إحصائيات المسيرة

### الرابطة الوطنية لكرة السلة

#### الموسم الاعتيادي
| السنة   | الفريق                | لعب | بدأ | دقيقة | ميداني% | ثلاثية | حرة  | ارتداد | صنع | استلاب | تصدي | نقطة |
| ------- | --------------------- | --- | --- | ----- | ------- | ------ | ---- | ------ | --- | ------ | ---- | ---- |
| 2003–04 | ديترويت بيستونز       | 34  | 0   | 4.7   | .262    | .000   | .583 | 1.3    | .2  | .2     | .4   | 1.4  |
| 2004–05 | ديترويت بيستونز       | 37  | 2   | 6.9   | .329    | .000   | .708 | 1.2    | .2  | .1     | .5   | 1.8  |
| 2005–06 | ديترويت بيستونز       | 25  | 0   | 5.6   | .515    | .000   | .375 | 1.1    | .4  | .1     | .6   | 1.5  |
| 2005–06 | أورلاندو ماجيك        | 30  | 1   | 20.9  | .507    | .000   | .595 | 4.1    | 1.1 | .4     | 2.1  | 7.6  |
| 2006–07 | أورلاندو ماجيك        | 80  | 16  | 23.9  | .454    | .000   | .613 | 5.5    | 1.1 | .6     | 1.8  | 8.0  |
| 2007–08 | ميمفيس غريزليس        | 70  | 64  | 23.8  | .438    | .000   | .554 | 6.1    | .8  | .5     | 1.6  | 7.2  |
| 2008–09 | ميمفيس غريزليس        | 61  | 15  | 17.0  | .515    | .000   | .562 | 4.3    | .6  | .4     | .8   | 5.5  |
| 2009–10 | نيويورك نيكس          | 8   | 0   | 8.9   | .471    | .000   | .000 | 2.3    | .5  | .5     | .1   | 2.0  |
| 2009–10 | مينيسيوتا تيمبر وولفز | 24  | 18  | 25.6  | .492    | .000   | .536 | 5.5    | 1.8 | .8     | 1.4  | 8.3  |
| 2010–11 | مينيسيوتا تيمبر وولفز | 69  | 69  | 24.4  | .469    | .000   | .557 | 5.2    | 1.5 | .8     | 2.0  | 8.8  |
| 2011–12 | مينيسيوتا تيمبر وولفز | 29  | 23  | 16.3  | .454    | .000   | .432 | 3.3    | .6  | .3     | .9   | 4.6  |
| 2012–13 | بوسطن سيلتكس          | 1   | 0   | 5.0   | .000    | .000   | .000 | 1.0    | .0  | .0     | .0   | .0   |
| المسيرة | المسيرة               | 468 | 208 | 18.5  | .460    | .000   | .574 | 4.2    | .9  | .4     | 1.3  | 6.0  |

#### التصفيات
| السنة   | الفريق          | لعب | بدأ | دقيقة | ميداني% | ثلاثية | حرة   | ارتداد | صنع | استلاب | تصدي | نقطة |
| ------- | --------------- | --- | --- | ----- | ------- | ------ | ----- | ------ | --- | ------ | ---- | ---- |
| 2004    | ديترويت بيستونز | 8   | 0   | 1.8   | .000    | .000   | .250  | .4     | .1  | .1     | .0   | .1   |
| 2005    | ديترويت بيستونز | 9   | 0   | 2.3   | .286    | .000   | 1.000 | .4     | .1  | .0     | .1   | .6   |
| 2007    | أورلاندو ماجيك  | 4   | 0   | 28.8  | .588    | .000   | .529  | 4.5    | 1.0 | .3     | 1.0  | 12.3 |
| المسيرة | المسيرة         | 21  | 0   | 7.1   | .489    | .000   | .500  | 1.2    | .3  | .1     | .2   | 2.6  |

## روابط خارجية
- داركو ميليسيتش على موقع الاتحاد الدولي لكرة السلة (الإنجليزية)
- داركو ميليسيتش على موقع إن بي أي (الإنجليزية)
- داركو ميليسيتش على موقع سبورتس رفرنس (الإنجليزية)
- داركو ميليسيتش على موقع كرة السلة الأوروبية.كوم (الإنجليزية)
- داركو ميليسيتش على موقع DraftExpress.com (الإنجليزية)
- داركو ميليسيتش على موقع إي إس بي إن.كوم (الإنجليزية)
- داركو ميليسيتش على موقع ريلجم (الإنجليزية)
- داركو ميليسيتش على موقع بروبوليرز (الإنجليزية)